# Tephritis luteipes
Tephritis luteipes är en tvåvingeart som beskrevs av Merz 1992. Tephritis luteipes ingår i släktet Tephritis och familjen borrflugor.
Artens utbredningsområde är Kanarieöarna. Inga underarter finns listade i Catalogue of Life.